# میرزا علی‌اکبر صابر
میرزا علی‌اکبر طاهرزاده صابر (ترکی آذربایجانی: Mirzə Ələkbər Sabir) (متولد ۱۰ خرداد ۱۲۴۱، درگذشت ۲۲ تیر ۱۲۹۰) شاعر اجتماعی آذربایجان و یکی از مهم‌ترین شاعرانی که بر تمام شاعران مشروطه تأثیر داشت و راه ساده گوئی را به روی آنان گشود.
او الگوی نسیم شمال بود و در خانواده متوسط و مذهبی تاجر زین‌العابدین طاهرزاده در شهر شاماخی جمهوری آذربایجان زاده شد. در کودکی به مکتب رفت و پس از دایر شدن مدارس جدید در شاماخی به مدرسه سید عظیم شیروانی رفت. در سال ۱۲۴۱ برای زیارت سفری به مشهد و سمرقند و بخارا کرد و مدتی هم به کربلا رفت. مدت‌ها به فارسی و ترکی آذربایجانی غزل و قصیده می‌سرود.
صابر نخستین اشعار خود را به صورت نوحه و مرثیه سرود و پس از آن سروده‌هایی فرهنگی به نظم درآورد و سرانجام در سال ۱۲۸۴/۱۹۰۵ به بعد به جستارهای سیاسی پرداخت. انقلاب ۱۹۰۵ روسیه و تأثیر آن در قفقاز باعث این دگرگونی شد و صابر با آغاز به کار نشریه ملانصرالدین به جمع نویسندگان آن پیوست. در سال‌های ۱۹۱۱–۱۹۰۶ صابر یکی از کوشاترین همکاران مجله طنز ملانصرالدین بود. سروده‌های طنز صابر با نام‌های مستعاری چون «هوپ‌هوپ»، «آغلار گوله‌ین» (متبسم گریان) و «ابونصر شیبانی» چاپ می‌شد. در جریان جنبش مشروطه در ایران آثار و اشعار او در ایران خوانده می‌شد و بر نویسندگان و روشنفکران ایران اثر زیادی داشت.
صابر به ترکی شعر می‌گفت و شاید به همین دلیل است که بزرگ‌ترین شاعران فارسی گوی طنز مشروطه نیز کسانی بودند که زبان ترکی را می‌دانستند و از گنجینه اشعار هوپ هوپ بهره برده بودند.
بیشتر زندگی او در فقر گذشت. در ۱۹۱۰ در باکو در مدارس نفتی درس می‌داد و در ۱۲۹۰/۱۹۱۱ از بیماری سل در باکو درگذشت.
سبک صابر سبک واقع‌گرا و تحول‌خواه است. اشعار وی در دیوان هوپ‌هوپ‌نامه* جمع‌آوری شده‌است هوپ هوپ نامه معروفترین اثر او است که به همت یکی از دوستانش منتشر شده‌است. این تحریرات پس از مرگش مایه الهام بسیاری از هنرمندان و مجسمه‌سازان بوده‌است، می‌توان به آثار نقاشی، گرافیک و مجسمه‌سازی استادانی چون ستار بهلول‌زاده، میکائیل عبدالله‌یف، الاکبر رزاقولی‌ف، اوگتای صدیق‌زاده، صدیق شریف‌زاده، آصف جعفروف و طاهر صلاحوف اشاره کرد. بخش آذربایجانی هوپ‌هوپ‌نامه توسط احمد شفائی به فارسی ترجمه شده‌است.
پس از اشغال آذربایجان توسط بلشویک‌ها در سال ۱۹۲۰، موضوع ایجاد بنای یادبود برای اولین نویسنده محلی در باکو مطرح شد که با توجه به شهرتی که شاعر در اوایل قرن بیستم در میان مردم به دست آورده بود ایدئولوگ‌های شوروی، صابر را انتخاب کردند. بنای یادبود بتنی را ایاکوف کیلخیس در سال ۱۹۲۲ ساخته و تا سال ۱۹۵۸در پارک کنونی صابر باقی ماند. سپس به شهرک بالاخانی منتقل شد که او مدتی در آنجا معلمی کرده بود

## آثار
علاوه بر هوپ هوپ نامه، آثار صابر بدین گونه فصل‌بندی شده‌است:
- ساتیریک شعرلر (اشعار طنز) ۱۹۱۱ – ۱۹۰۶
- تازیانه لر (جوابیه‌ها) ۱۹۱۱ – ۱۹۱۰
- بحر طویل لر (بحر طویل‌ها) ۱۹۰۷–۱۹۰۶
- مختلف شعرلر (اشعار گوناگون) ۱۹۱۱–۱۹۰۲
- نشر ایللری بللی اولمایان شعرلر (اشعاری که سال انتشارآنها نا معلوم است)
- اوشاقلار اوچون شعرلر (اشعار کودکان) ۱۹۱۱ – ۱۹۰۲
- نشر ایللری بللی اولمایان اوشاق شعرلری (اشعار کودکانی که سال چاپ آن‌ها مشخص نیست)
- ترجمه لر (برگردانها) ۱۹۱۰ – ۱۹۰۶
- فارسجا شعرلر (اشعار فارسی)
- مکتوبلار (نامه‌ها)

## نشریه ملا نصرالدین
صابر از ابتدای تأسیس نشریه ملانصرالدین با آن همکاری می‌کرد. او با فعالیت در این نشریه دشمنان سرسخت بسیاری را در داخل و خارج برای خود ایجاد کرد. برخی از ملاهای محافظه کار تبریز، ملا نصرالدین را بدعت گذار دانستند و صابر را کافر خواندند، کارزار علیه او چنان شدید شد که او در شعر معروف خطاب به مردم شیروان از ایمان خود دفاع کرد:
من شیعه هستم، اما نه آن طور که شما می‌خواهید

من یک سنی هستم اما مانند نمونه‌هایی که شما دوست دارید نیستم من یک صوفی هستم، اما نه مانند آنهایی که شما توصیف می‌کنید. ای مردم شیروان من عاشق راستی هستم. (هوپ‌هوپ‌نامه ص ۳۵۹)

## یادداشت
- ^  «هوپ یا هوپ توتماق» در زبان ترکی به معنی خفه شدن یا اصطلاحاً خفه خون گرفتن می‌باشد.[نیازمند منبع]